# 192년

## 연호
- 후한(後漢) 초평(初平) 3년

## 기년
- 후한(後漢) 헌제(獻帝) 4년
- 신라(新羅) 벌휴 이사금(伐休泥師今) 9년
- 고구려(高句麗) 고국천왕(故國川王) 14년
- 백제(百濟) 초고왕(肖古王) 27년

## 사건
- 음력 1월 정축(丁丑)일[1]에 후한에서는 크게 사면을 내렸다.  원술(袁術)이 보낸 장수 손견(孫堅)이 양양(襄陽)에서 유표(劉表)를 공격하여 손견이 전사하였다. 원소(袁紹) 및 공손찬(公孫瓚)은 계교(界橋)에서 싸워, 공손찬 군대가 크게 패하였다. (계교 전투)[2]
- 음력 1월, 신라에서는 국량(國良)에게 벼슬을 내려 아찬으로 삼고, 술명(述明)을 일길찬으로 삼았다.
- 5월 22일(음력 4월 23일, 신사(辛巳)일), 동탁(董卓)을 주살(誅殺)하였고 삼족(三族)을 멸하였다. 사도 왕윤(王允)을 녹상서사(錄尚書事)로 삼고 조정을 총괄하게 하였으며 사자 장종(張種)을 보내 산동(山東)을 위무하였다.
- 음력 4월, 청주(青州)의 황건적이 동평(東平)에서 연주(兗州) 자사(刺史) 유대(劉岱)를 공격하여 죽였다.  동군(東郡) 태수(太守) 조조(曹操)가 수장(壽張)에서 황건적을 크게 무찔러 항복을 받아냈다. 신라의 수도에 눈이 왔는데, 깊이가 3척에 달했다.
- 6월 7일 (음력 5월 10일, 정유(丁酉)일) 후한, 크게 사면을 내렸다.
- 6월 17일(음력 5월 20일, 정미(丁未)일), 정서장군(征西將軍) 황보숭(皇甫嵩)이 거기장군(車騎將軍)이 되었다.
- 음력 5월, 동탁의 부곡(部曲)[3] 장수 이각(李傕)·곽사(郭汜)·번조(樊稠)·장제(張濟) 등이 반동을 일으켜 수도를 공격하였다. 신라에서는 크게 물난리가 나서 산이 무너진 곳이 10여 곳이었다.
- 6월 28일(음력 6월 1일 무오(戊午)일), 장안성(長安城)을 함락하였고, 태상(太常) 종불(種拂)·태복(太僕) 노욱(魯旭)·대홍려(大鴻臚) 주환(周奐)·성문교위(城門校尉) 최열(崔烈)·월기교위(越騎校尉) 왕기(王頎)가 모두 전사하고, 관리와 백성 중에 죽은 자가 수만여명이었다. 이각 등은 모두 스스로 장군(將軍)이 되었다.

## 탄생
- 위나라의 시인 조식

## 사망
- 5월 22일 - 중국 후한 말의 장군 겸 정치가 동탁.
- 7월 4일 - 중국 후한 말의 정치가 왕윤.
- 12월 31일 - 로마 제국 17대 황제 콤모두스
- 손견

## 참고 문헌
- 범엽, 《후한서》(5세기), 〈제9권 효헌제기(孝獻帝紀)〉
- 김부식 (1145), 《삼국사기》 〈권2〉 벌휴 이사금 조(條)